# Tapial

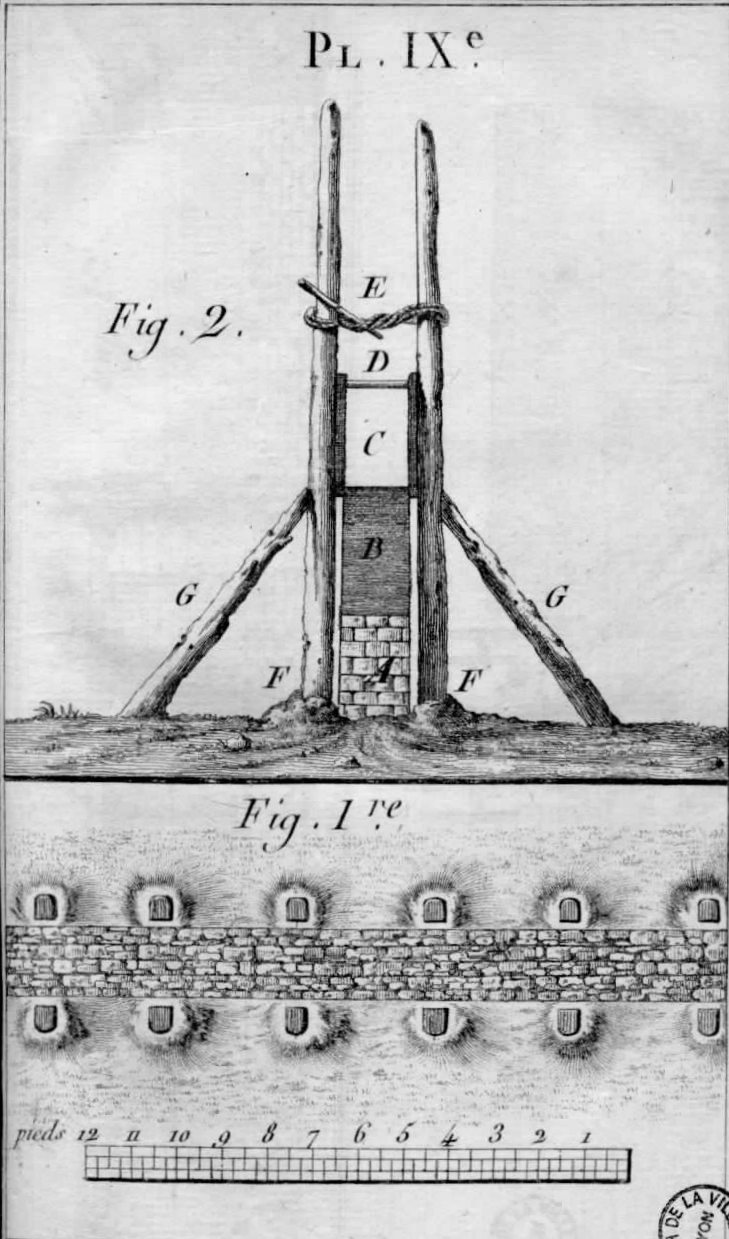
Sección vertical y horizontal de un muro de tapia y del encofrado llamado tapial.

Se denomina tapial en España y la cuenca mediterránea, o tapia en Hispanoamérica, a la pared que se hace con tierra amasada, mediante una antigua técnica que consiste en construir muros con tierra arcillosa húmeda, compactada a golpes mediante un "pisón", empleando para conformarla un encofrado de madera llamado propiamente tapial.
El encofrado suele ser de madera, aunque también puede ser metálico. En el proceso se van colocando dos planchas de madera paralelas, entre las que se vierte tierra en capas (o tongadas) de 10 o 15 cm, y se compacta a golpes con un pisón. Posteriormente se mueve el encofrado a otra posición contigua para seguir con el muro. El barro compactado se seca al sol y una vez que el tapial queda levantado las puertas y ventanas se abren a cincel.

## Etimología
Según Corominas, la palabra tapia es prerromana, exclusiva de las lenguas ibéricas y el occitano. Sostiene que es voz de origen onomatopéyico: “tap” intentaría reproducir el ruido que se hacía al apisonar la tierra. Históricamente, tapial es el tablero que sirve de encofrado y tapia es el propio muro de tierra pisada.

## Historia y geografía

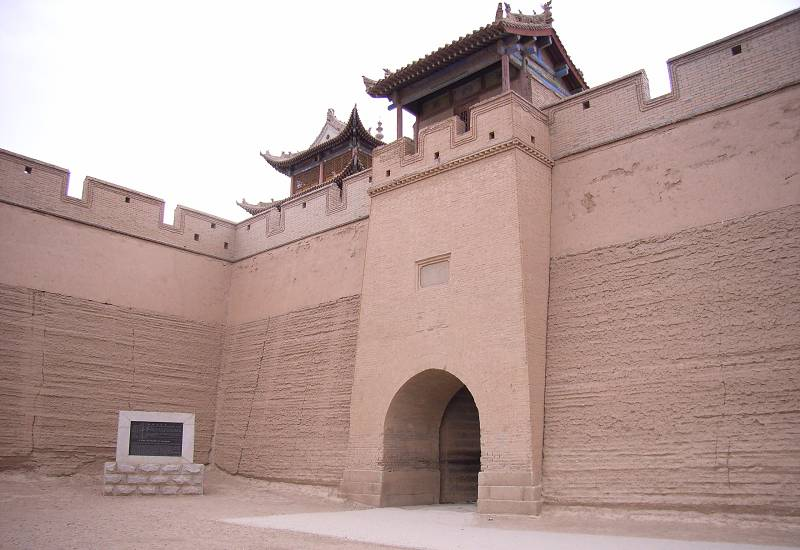
Muralla parcialmente construida con tierra apisonada (el nivel superior concluido con ladrillos) en Jiayuguan, China, edificada durante la dinastía Ming (1368–1644).

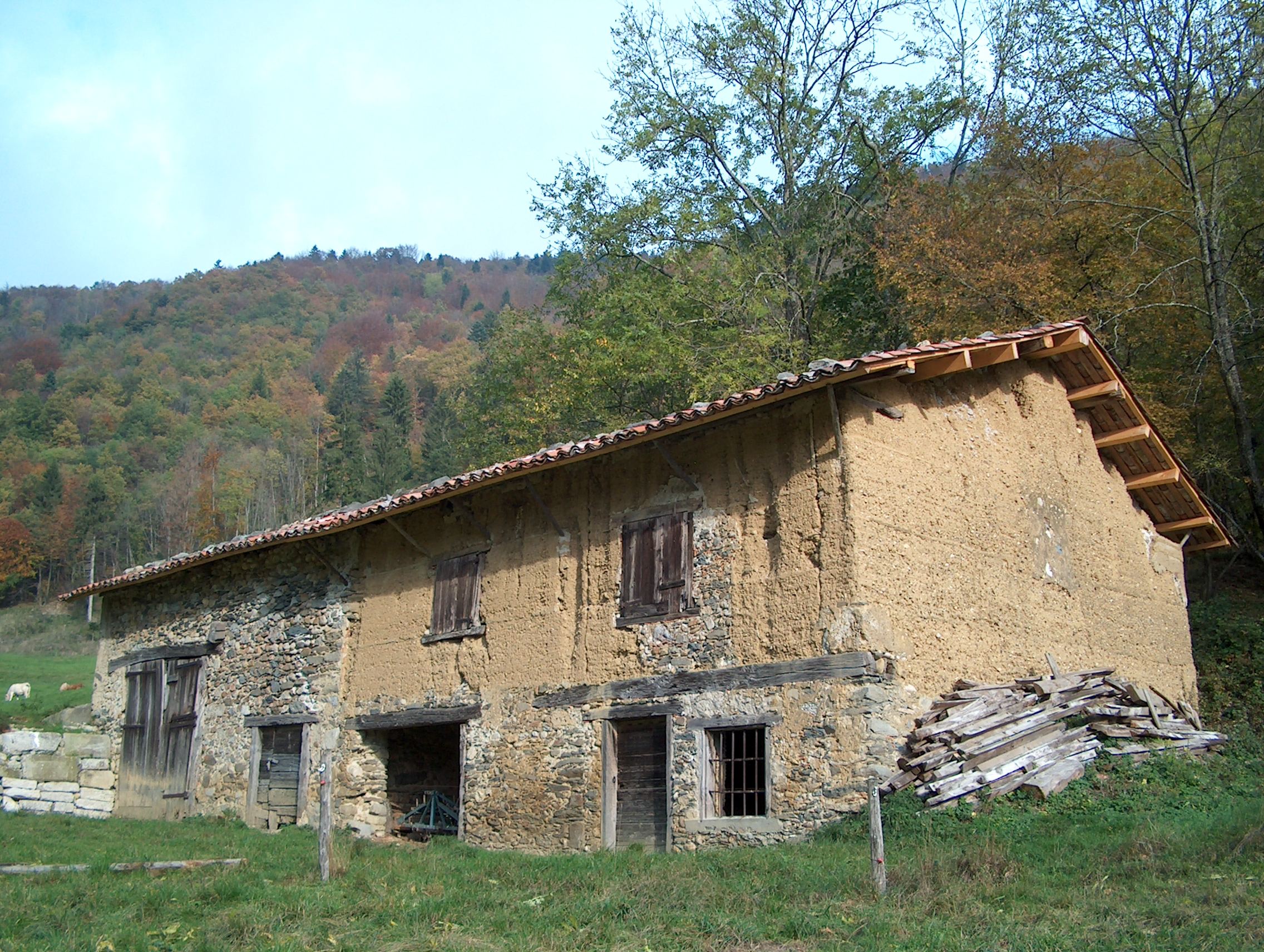
Tierra pisada firme en Francia

Aunque el origen exacto del proceso del tapial o tierra pisada es desconocido, se ubica con certeza en el Neolítico como se evidencia en los sitios arqueológicos de las culturas Yangshao y Longshan del valle del río Amarillo hace unos 5000 años. Más antigua aún es la aldea neolítica de Jarmo en Mesopotamia, que cuenta con construcciones de tapial fechadas a finales del octavo milenio.Hace 2000 años el uso arquitectónico de técnicas basadas en el tapial fue común en China, evidenciado por la construcción de murallas (gran parte de la Gran Muralla está realizada con este sistema).
El tapial fue una técnica muy utilizada antiguamente en toda la cuenca del mar Mediterráneo.
La tierra pisada también llamada pisé (en italiano pisè, en francés pisé ) ha sido una técnica de construcción muy utilizada entre los antiguos romanos, que lo denominaban opus formaceum. Prácticamente lo mismo que todo tapial moderno la forma romana está basada en la realización de paredes con barro arcilloso húmedo, mezclado con paja y crines (para evitar fisuraciones en la fase de secado), compactado por estratos con instrumentos apropiados (pisones y paletas) dentro de encofrados que se ubican alineados y son de poca altura, tales encofrados son desmontables para permitir su desplazamiento.

### España
La modalidad constructiva ibérica del tapial despertó la atención de los antiguos. Plinio dice que en Hispania, como en África, se hacían muros de tierra que se moldeaban entre tablas. Los llama parietes formacei (muros de molde) y afirma, acaso exagerando, que se conservaban durante siglos, inatacables por la lluvia, el viento y el fuego y que eran «más fuertes que cualquier cemento».
Entre los edificios más significativos de la cultura hispana se encuentra la Alhambra de Granada, construida con tierra de la zona, concretamente material sedimentario de coluvión. También están construidas de este mismo material sus murallas. 
Un buen ejemplo de construcción en tapial se encuentra en la localidad aragonesa de Daroca, donde muchas de las casas tienen elementos combinados de tapial y adobe o ladrillo; además, en la parte alta de la población se puede visitar el castillo y varias torres, así como la muralla que circunda todo el pueblo, construidos con esta técnica ancestral, aunque en bastante mal estado de conservación.
En España adquirió especial notoriedad en las actuales comunidades de Castilla y León, Aragón, Cataluña, Comunidad Valenciana, Comunidad de Madrid, Castilla-La Mancha y algunas zonas de Andalucía y Extremadura. Los pobladores del norte de África, cuando ocuparon parte de la península ibérica hicieron innumerables construcciones con esta técnica, verdaderos monumentos de la arquitectura popular.
Posteriormente, la técnica del tapial se exportó a Iberoamérica, donde recibe el nombre de tapia.

#### Tapial de yeso
En la región central de Aragón, donde el yeso es un material muy abundante, junto al tapial tradicional de tierra, está el tapial de yeso y aljezones, en el que se sustituye la tierra por pasta de yeso mezclada con aljezones (en Aragón, piedras de yeso), lo que le confiere una mayor resistencia y durabilidad. A veces se confunde este tipo de tapial con la fábrica de mampostería de yeso, debido a que la capa exterior de la fachada más expuesta se meteoriza, dejando al descubierto los aljezones, prestándose a confusión. Con esta técnica están construidos las torres y castillos de época andalusí que rodean la ciudad de Zaragoza, como los de Alfajarín, o Cadrete, el conjunto fortificacdo de Calatayud, el castillo de Rueda de Jalón,  o el cuerpo inferior de algunos campanarios procedentes de la reutilización de antiguas burj o alminares, como los de San Mateo de Gállego, o Belmonte de Gracián En época cristiana se mantuvo la técnica y así están construidas numerosas iglesias y ermitas de la Comunidad de Calatayud, destacando las tres iglesias mudéjares de Maluenda, o la de Cervera de la Cañada, Patrimonio de la Humanidad.

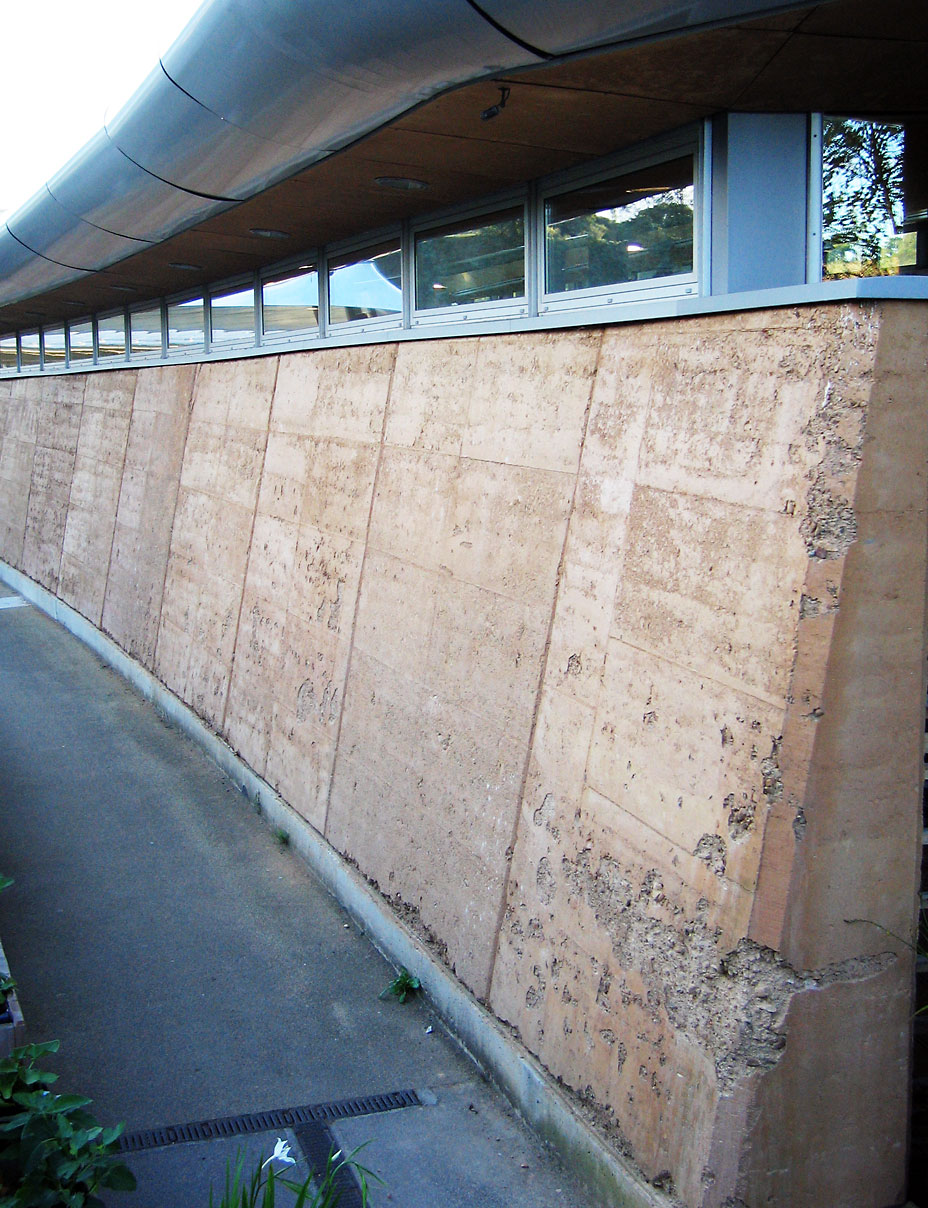
Muros de tapial formando parte de la entrada al edificio Proyecto Eden [//en.wikipedia.org/wiki/Eden_Project] en Cornwall, Inglaterra.

### América
El uso distintas técnicas de construcción con tierra pisada es muy antiguo en esta región, anterior a la llegada de los europeos y especialmente difundido en zonas secas tal cual se observa en el yacimiento de Palo Blanco en la provincia argentina de Catamarca tal yacimiento tiene al menos 2000 años de antigüedad. Aunque el apogeo de las construcciones con tapiales se da a partir del arribo de los españoles.

#### Cultura jesuítica en Sudamérica
Es usual ver la arquitectura de las reducciones jesuíticas por la imagen que ofrecen las ruinas de San Ignacio Miní, San Miguel, Jesús o Trinidad, en las actuales provincia de Misiones, Argentina o los departamentos del sureste del Paraguay. Entonces, cuando se piensa en una reducción, imaginamos un pueblo construido íntegramente en piedra. Los ejemplos son la excepción a la regla, hechos en piedra arenisca, ya que la mayoría eran construcciones en tierra. La piedra constituye el punto culminante de una evolución edilicia que no todas las reducciones alcanzaron.
En el año 1714 se recomienda que los edificios debían levantar sus cimientos de piedra hasta la altura de una vara (86,6 cm) fuera del nivel de suelo natural, para continuar luego la construcción como era tradicional en adobe o tapia.
Durante el siglo XVII, y en muchos pueblos aún durante el siglo XVIII, las construcciones se hacían de adobe, tapial y tapia francesa.
- El adobe era un ladrillo crudo;
- La tapia era una pared compuesta por tierra seleccionada y fuertemente apisonada mediante un sistema de encofrado (el encofrado se llamaba tapial);
- La tapia francesa consistía en un muro compuesto por una mezcla de ramas y arcilla.

Los poblados provisionales del siglo XVII se construían con estos sistemas, razón por la cual sus ruinas hoy no presentan muros en elevación, pero sí un gran número de montículos de adobe y tapia derruidos.
Al sistema constructivo compuesto por la combinación de la piedra, el adobe y la tapia exigía una tarea de mantenimiento continuo de las edificaciones. Debido a que el suelo sin estabilizar como el actual Suelo cemento eran muy vulnerables a los efectos del medio ambiente. Aun con los inconvenientes señalados el adobe y la tapia eran los materiales que predominaban en la mayoría de las reducciones jesuíticas del Guairá.
Los vestigios de la reducción de San Miguel (1638-1687), ubicados al norte de Concepción de la Sierra, son un claro ejemplo: allí las piedras son muy raras, ya que el pueblo estaba construido íntegramente en adobe y tapia, compuesta por el ñaú (típica arcilla expansiva en Guaraní) que se obtenía del terreno bajo cercano al arroyo.

#### Cultura colonial brasileña
En el actual estado de Minas Gerais, Brasil; la ciudad de Ouro Preto está casi totalmente construida en tapia y es Patrimonio de la humanidad declarado por la Unesco.

#### Cultura colonial argentina
Originalmente la ciudad de Buenos Aires se encontraba construida en tierra sea tapia o adobe. Una parte de la tradicional Iglesia de Montserrat se encuentra construida en tapia como la sacristía.
Resisten el paso del tiempo construcciones en las provincias de Córdoba, Santa Fe, Salta y Tucumán.

### Otras culturas

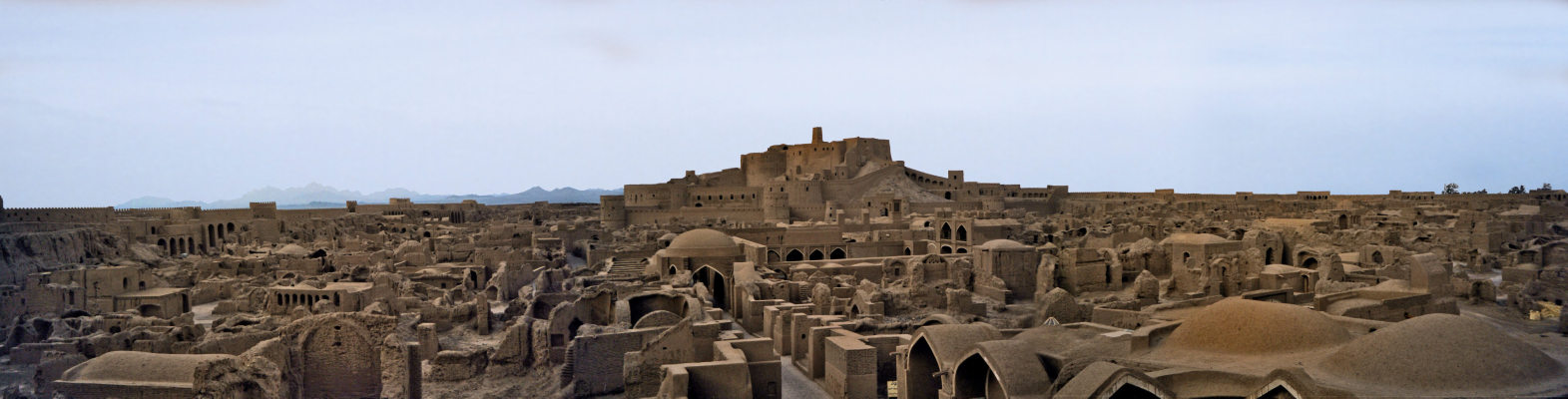
La bimilenaria ciudadela Arg-é Bam en Irán; la mayor estructura de adobe y tapial del mundo.

Muchos países del norte y este africano, así como del oriente próximo, han utilizado y todavía utilizan profusamente el sistema de tapia o tapial, por ser un método que exige muy poca tecnología.
Son famosas las arquitecturas de adobe y tapial de Irán, Yemen y Marruecos, entre otras.

## Características

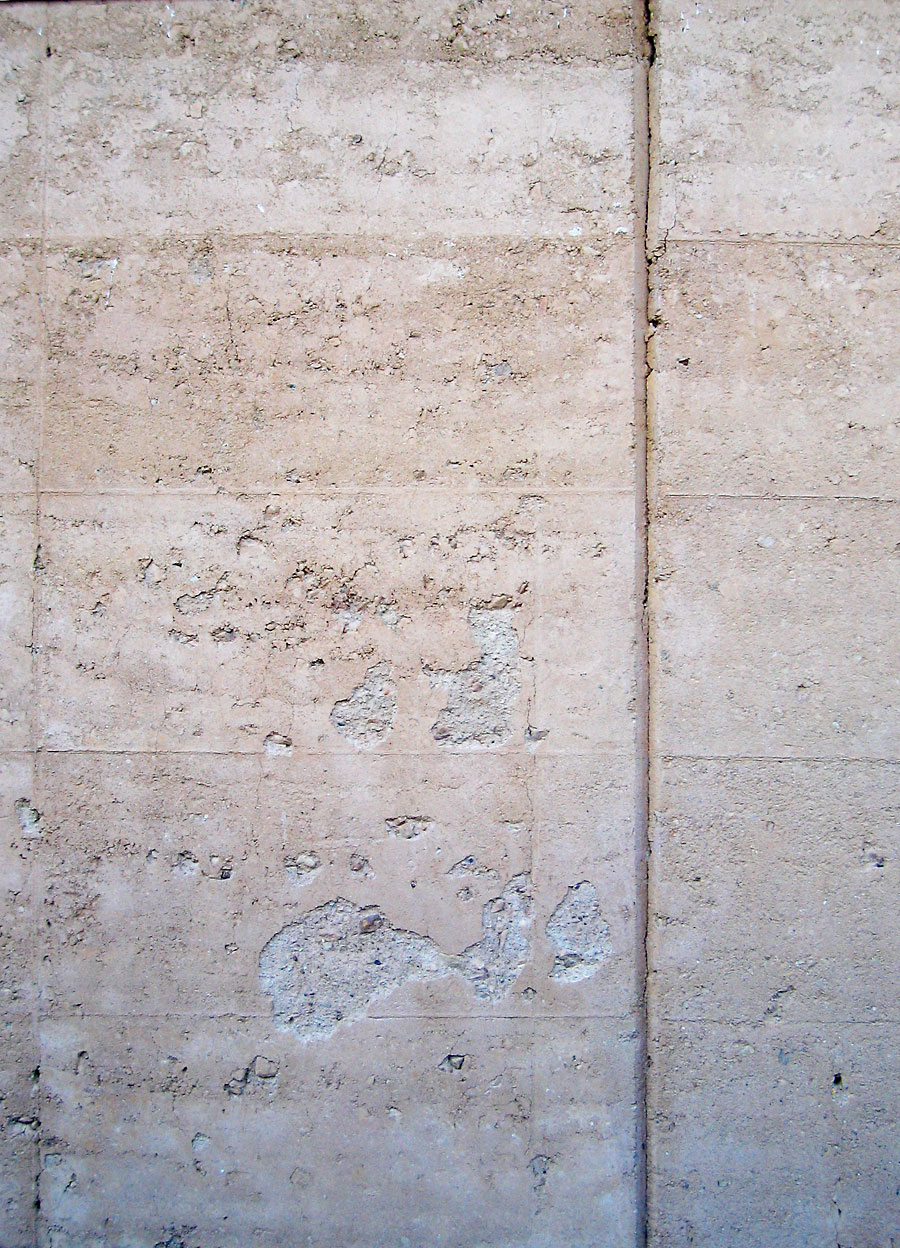
Detalle de un muro de tapia, donde pueden observarse los parches y reparaciones realizadas así como la diferencia tonal en cada capa compactada.

El tapial transpira. Como el adobe, es higroscópico y tiene capacidad de difusión; también posee buena capacidad para almacenar frío o calor y tiene una emisión radiactiva muy baja. No es buen aislante, pero su grosor le proporciona una gran inercia térmica.
Es semejante al adobe, en cuanto a la composición del material: tierra con algún aditivo —como paja o crin de caballo— para estabilizarlo, o pequeñas piedras para conseguir un resultado más resistente. Pero se distingue por el modo de hacer la fábrica. Los muros se levantan por tongadas de tierra húmeda entre unos maderos o tablas que forman un encofrado, al modo del hormigón en masa, apisonando cada tongada con un pisón.
No vale cualquier tipo de tierra para construir tapiales y, para mejorarlas generalmente se le añade áridos para aumentar la maleabilidad de la tierra y cal para añadirle propiedades ligeramente hidrófugas y mejorar la resistencia de los muros (tapia real). Hay que hacer también análisis del suelo que se va a utilizar, y es conveniente definir las proporciones de arena, arcilla y la cantidad de sílice que hay es este último elemento.
El tapial tiene una densidad de entre 1800 y 2100 kg/m³, y una resistencia a compresión en torno a 1500 kPa (≈15 kg/cm²), si bien esta resistencia depende mucho del tipo de tapial y su composición, pudiendo existir oscilaciones normalmente no superiores al 30 %. Su estabilidad dimensional es muy buena (0,012 mm/m °C), y también sus propiedades como aislamiento acústico: un muro de 40 cm tiene una atenuación acústica de 56 dB. No es buen aislante térmico ya que la arcilla seca y compacta con la que se ejecuta tiene una conductividad térmica (λ) de 1,50 W/m·K, lo que para espesores ordinarios de 50 cm supone una resistencia térmica (R) de 0,33 m²·K/W y una transmitancia térmica (U) de 3,00 W/m²·K, niveles de aislamiento térmico que se consiguen con una pared de ladrillo hueco de sólo 12 centímetros de grosor (1/2 pie), considerando para este λ=0,32 W/m·K. Su calor específico (c) de entre 1670 y 2500 J/kg·K y los notables espesores de las paredes, proporciona sin embargo una gran inercia térmica, lo que se traduce en que las construcciones mantienen en el interior una temperatura constante, ajustada a la media diaria de la temperatura exterior. Por esta razón, en climas continentales donde en verano los días son calurosos y las noches frescas, el interior se mantiene fresco. Sin embargo en invierno, en esos mismos climas, las construcciones de tapial son frías.
El tapial resiste muy mal la tracción, por lo que no admite cargas horizontales y es frecuente que se fisure con el tiempo. Asimismo es muy sensible a la erosión y a los agentes atmosféricos, exigiendo un mantenimiento cuidadoso de sus paramentos exteriores, que en España normalmente se revestían con mortero de cal o bastardo y se pintaban con lechada de cal. Por esta razón las construcciones se encalan periódicamente.

### Refuerzos internos
Una solución para estabilizar muros de tierra compactada o tapial contra los impactos horizontales del sismo es utilizar elementos verticales de madera o bambú dentro del muro, anclados con el sobrecimiento y fijados al encadenado. Los elementos de refuerzo horizontal son poco efectivos e incluso pueden ser peligrosos, debido a que no se puede apisonar bien la tierra debajo de los mismos y ya que el elemento de refuerzo no tiene un anclaje con la tierra se debilita la sección en estos puntos y pueden aparecer quiebres horizontales durante el sismo.
Un sistema de paneles de tapial reforzados con bambú se desarrolló en 1978 como parte de un proyecto de investigación en el Instituto de Investigación de Construcciones Experimentales (FEB) de la Universidad de Kasse, y se implementó exitosamente en Guatemala con la Universidad de Francisco Marroquin (UFM) y el Centro de Tecnología Apropiada (CEMAT). En este proyecto se construyeron elementos de 80 cm de largo y de un piso de altura, de tapial reforzado con bambú utilizando un encofrado de metal en forma de T de 80 cm de largo, 40 cm de altura y 14 a 30 cm de espesor. La estabilidad de los elementos se obtuvo con 4 varillas de bambú de 2 a 3 cm de espesor y la sección T. Estos elementos se fijaron en la base a un encadenado de bambú dentro de un zócalo de mampostería de piedra (hormigón ciclópeo) y en la parte superior a un encadenado de bambú rectangular.
En 1998 el Instituto de Investigación de Construcciones Experimentales (FEB) y científicos de la universidad de Santiago de Chile elaboraron otro proyecto de investigación para una vivienda antisísmica de tapial reforzado. La vivienda se construyó en 2001 y tiene 55 m² de superficie útil. El diseño está regido por la idea de separar la estructura de la cubierta de la de los muros. La cubierta descansa sobre columnas independientes de los muros macizos de tapial, haciendo que ambos elemento s se muevan de acuerdo a su propia frecuencia en caso de un sismo. Los muros de tapial de 40 cm tienen forma de L y U. El ángulo recto que se forma en estos elementos se sustituye por un ángulo de 45 grados para rigidizar la esquina. El muro de tapial descansa sobre un sobrecimiento de hormigón ciclópeo de 50 cm de espesor. Los refuerzos verticales del tapial los constituyen cañas de coligüe (bambú chileno) de 2.5 a 5 cm de espesor, fijados al encadenado superior y anclados en el cimiento. El encadenado está constituido por dos rollizos de álamo en forma de escalera sobre los muros. Las ventanas y puertas son de piso a techo y no tienen segmentos de muro macizo sobre los vanos. Asimismo el tímpano de las fachadas este y oeste se ejecutó con un tabique estructuralmente aislado para evitar el peligro de la caída de materiales macizos durante el sismo.

## Propiedades
Las construcciones llevadas a cabo con esta técnica tienen propiedades bioclimáticas ya que hacen "efecto botijo" o "vasija de barro",[cita requerida] manteniendo una temperatura relativamente estable en su interior durante todo el año, tanto en verano con calor extremo, como en invierno con un frío intenso. En los trópicos la temperatura interna media del año es de unos 25 °C, independientemente de las temperaturas externas.
Por su contenido energético extremadamente bajo, en la actualidad se vislumbra como una técnica constructiva que minimiza el impacto ambiental y las emisiones de gases de efecto invernadero: uno de los principales postulados de la Arquitectura sustentable.

## Otras cuestiones

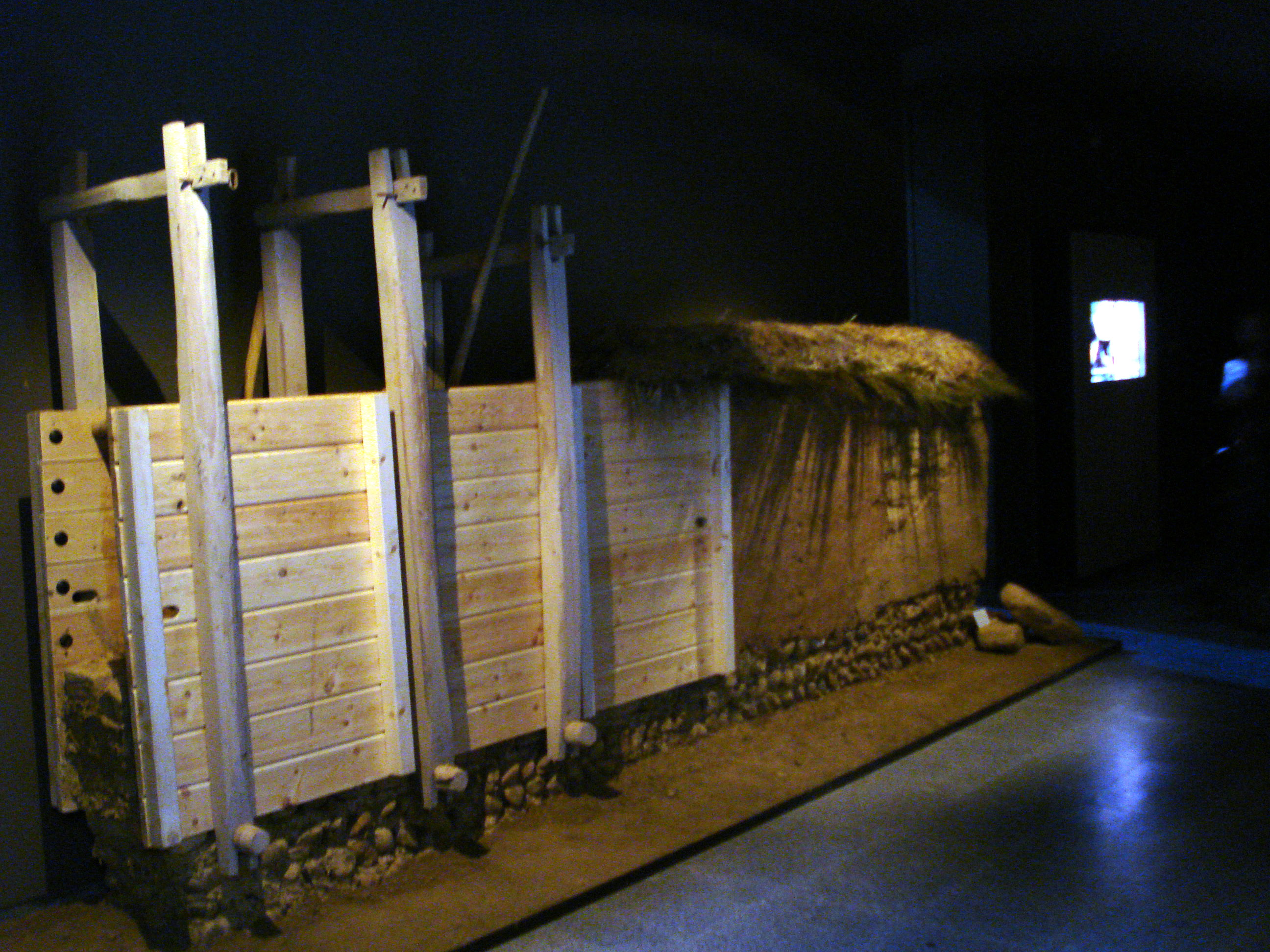
Modo de ejecución del tapial según se muestra en el Museo de los Pueblos Leoneses

Para asegurar la estabilidad de la obra una vez terminada, es conveniente utilizar tierra que haya estado un año removida y expuesta a la intemperie. A veces la masa de arcilla puede aligerarse y reforzarse añadiendo paja triturada, hierbas secas o crin de caballo.
En muchas construcciones antiguas se encuentran pequeños orificios prácticamente verticales en las paredes de tapial cuyo fin es evacuar el agua en caso de lluvia o humedades extremas. Por esta razón debe aislarse del suelo; muy normalmente se debe hacer un plinto o zócalo de piedra, a menudo aparejada en seco, para evitar que absorba la humedad del terreno, sobre todo cuando llueve.
Se da la particularidad en estas construcciones mixtas, que a medida que se avanza desde las zonas más húmedas, donde se usa esta técnica, hacia las zonas más áridas, cada vez se usa un porcentaje más alto de tapial en la construcción de casas, en detrimento de otros materiales, debido a que funciona mejor en climas secos y a la facilidad de trabajar y mantener el tapial en estos lugares.
Por el contrario, en algunos lugares se usa el tapial únicamente para la parte baja de la casa, debido a la dificultad de subir la tierra a cierta altura, resolviéndose los muros de los pisos superiores con adobe.
En ocasiones se le añaden cañas o palos dispuestos de cierta manera en el interior de los muros para que aumente la resistencia manteniendo la "elasticidad" de la construcción sin añadir peso.
Lógicamente es una técnica de construcción inadecuada para lugares con un clima extremadamente lluvioso por la erosión que puede llegar a causar el agua en los muros si estos no reciben el mantenimiento adecuado. Si se hace una adecuada cimentación, con impermeabilización superior, la posibilidad de humedad por capilaridad es mínima.
En cualquier caso, es una forma de construcción que requiere un mantenimiento periódico frecuente, pero sencillo, reponiendo el forro de barro, puesto que cualquier tipo de lluvia, y más en los climas llamados secos, en los que cuando llueve puede ser de modo muy fuerte, lo que erosiona la parte exterior del muro. Nunca debe hacerse un forro de mortero de cemento, muy impermeable, lo que degradaría el muro, por falta de ventilación y evaporación de la humedad.
Con tapial se construían todo tipo de estructuras como casas, pajares, muros para corrales de animales, incluso murallas para fortalezas.